# Ramsele nya kyrka
Ramsele nya kyrka är en kyrkobyggnad i Sollefteå kommun. Den är församlingskyrka i Ramsele-Edsele församling, Härnösands stift.

## Kyrkobyggnaden
Kyrkan uppfördes åren 1855-1857 efter ritningar av arkitekt Ludvig Hawerman. Invigningen ägde rum 1858.
Byggnaden har en stomme av gråsten och består av ett treskeppigt långhus med nord-sydlig orientering. I söder finns koret och i norr kyrktornet med ingång. Ytterligare ingångar finns mitt på långsidorna. Söder om koret finns en halvrund utbyggnad där sakristian är inhyst. Kyrkorummet har ett mittskepp som täcks av ett trätunnvalv och sidoskepp med plana tak.

## Inventarier
- En predikstol vid koret byggd efter ritningar av Gustaf Hermansson och insatt 1892. Tidigare fanns i kyrkan en altarpredikstol.
- Ett kors med svepeduk över altaret
- En kollekthåv med bjällra från 1700-talet
- En kormatta gjord av Anna Lisa Odelqvist-Kruse år 1958. Mattan föreställer "Harrselekungen", en tusenårig tall från Ramsele socken.